# 近龙属
近龙（属名：Syngonosaurus，古希腊文中意为“近缘的蜥蜴”）是早白垩世鸟脚类恐龙已灭绝的一个属，也是种发现于英国的禽龙类，在1879年首次命名。模式种大尾近龙（S. macrocercus）由英国古生物学家哈利·丝莱在1879年叙述，后来成为棘甲龙的异名，但在2020年的一项研究中恢复有效性，该论文将其与优尾龙重新解释为两种原始禽龙类。

## 研究历史

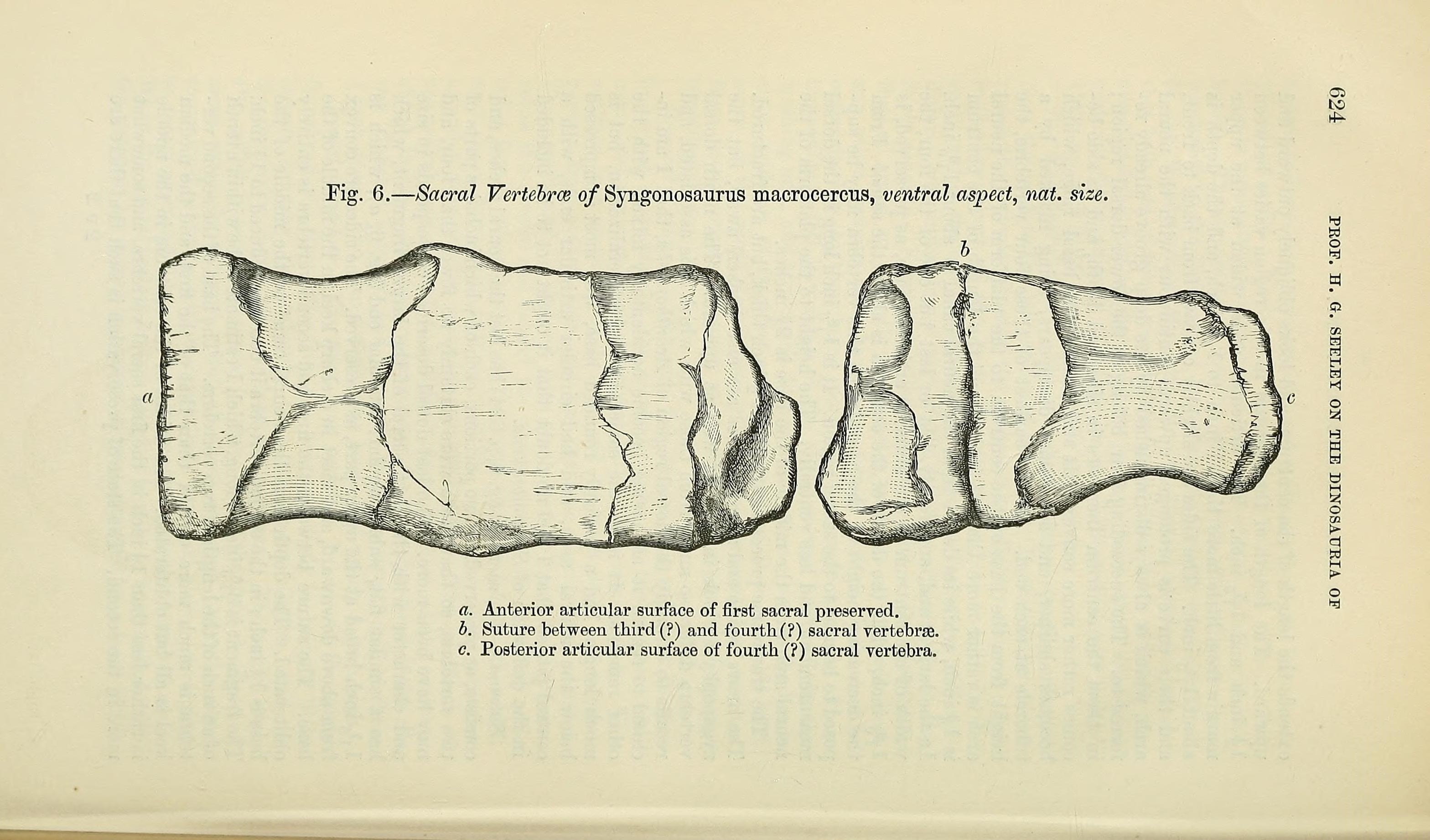
两个不同视角中的骶椎，由丝莱自已于1879年绘制

1865年左右，商业化石收藏家约翰·格里菲斯在肯特郡福克斯通附近的海岸线发现了一些包括皮内成骨在内的恐龙残骸，并将这些残骸卖给冶金学家约翰·珀西博士。这引起了托马斯·亨利·赫胥黎的注意，他让格里菲斯把他在该地点能找到的所有化石都挖了出来。尽管由于化石发现地位于涨潮点之间而使挖掘受到阻碍，但他还是设法找到了几块额外的骨头和部分身体盔甲。
正模标本由多个椎骨和单个皮内成骨（？）组成，发现于白垩群，一个本身可追溯至大约1.05至1亿年前的阿尔布阶到森诺曼阶的地层（尽管白垩群一直沉积到大约6600万年前的马斯特里赫特阶）。
1869年，哈利·丝莱根据剑桥绿石砂中的遗骸命名了棘甲龙的几个新物种：大尾棘甲龙（Acanthopholis macrocercus），基于标本CAMSM B55570-55609；扁脚棘甲龙（Acanthopholis platypus，即标本CAMSM B55454-55461）；和坚尾棘甲龙（Acanthopholis stereocercus，即标本CAMSM B55558-55569）。后来，丝莱拆分了坚尾棘甲龙的材料，并在此基础上建立了弃械龙的一个新种：大弃械龙（Anoplosaurus major）。他还叙述了棘甲龙的一个新种：优尾棘甲龙（Acanthopholis eucercus），基于六节尾椎（CAMSM 55552-55557）。然而，1902年弗朗兹·诺普乔将前者改为棘甲龙的另一物种：大棘甲龙（Acanthopholis major），并同时将短背弃械龙（Anoplosaurus curtonotus）更名为短背棘甲龙（Acanthopholis curtonotus）。1879年，丝莱根据大尾棘甲龙的部分正模标本材料命名近龙属。1956年，弗里德里希·冯·休尼将扁脚棘甲龙改名为扁脚大尾龙（Macrurosaurus platypus）。
1999年，萨维尔·佩雷达·苏珀博拉和保罗·巴雷特审查所有棘甲龙材料，得出结论称这个属所有物种皆是疑名，其合模标本是无鉴别特征的甲龙类和鸟脚类遗骸嵌合体（包括近龙）。近龙在2001年的出版物和2004年的出版物中都被视为某种甲龙类。1999年，近龙成为棘甲龙的异名，但在2020年的一项研究中和优尾龙被重新解释为原始禽龙类，该属的有效性随即得到恢复。